# George Elliott Clarke
George Elliott Clarke (Windsor, 12 febbraio 1960) è un poeta canadese, autore di numerose raccolte di poesie, opere teatrali, saggi e antologie.
Il suo lavoro racconta l'esperienza e la storia della comunità di neri canadesi della Nuova Scozia e del New Brunswick, creando una geografia culturale definita dallo stesso Clarke "Africadia".
Ha ricevuto numerosi riconoscimenti per le sue opere, tra i quali il Portia White Prize for Artistic Excellence, il National Magazine Gold Award for Poetry, il Dr Martin Luther King Achievement Award e il prestigioso Governor-General's Award for Poetry.

## Biografia
Nato a Windsor, Nuova Scozia nel 1960, Clarke ha speso gran parte della sua carriera scrivendo delle comunità nere della Nuova Scozia. 
Nel 1984 ha conseguito una laurea in letteratura inglese all'Università di Waterloo, nel 1989 una laurea in inglese alla Dalhousie University e un Ph.D. alla Queen's University. Nel 1985 ha lavorato come assistente sociale nella provincia canadese della Nuova Scozia, e dal 1987 al 1995, a Kingston, è stato assistente parlamentare del deputato dell'Ontario New Democratic Party Howard McCurdy. 
Dal 1994 al 1999 ha insegnato al Dipartimento di studi afro-americani dell'Università Duke. Vive a Toronto ed è professore d'inglese presso l'Università di Toronto.
Clarke è un richiesto lettore di conferenze ed è attivo presso diversi circoli di poesia. La sua prima raccolta di poesie, Saltwater Spirituals and deeper blues (1983), è stata pubblicata mentre era studente a Waterloo. Altre due raccolte sono uscite nel 1990, Whylah Falls , e nel 1994, Blue Exile.

## Stile e temi
Fin dagli anni ’70 George Elliott Clarke si è interessato dei problemi politici e razziali dei neri e degli indiani della Nuova Scozia e si è contraddistinto per il suo attivismo politico contro i soprusi e le ingiustizie del razzismo esistente negli USA e in Canada. La sua esperienza politica si riflette nella sua produzione, sia poetica che drammatica, il cui scopo è recuperare la storia da una triplice prospettiva: africana, canadese e acadiana. La matrice ideologica di Clarke è ben definita ed è rimasta coerente. 
La sua poetica si rifà sia alla tradizione nera nordamericana, che alla cultura anglosassone più europea, rendendola vasta e variegata. I punti di riferimento sono molteplici: da Derek Walcott a Ezra Pound, da Wallace Stevens a William Butles Yeats. Si avverte inoltre la presenza di William Shakespeare, di Percy B. Shelley, di John Milton. È proprio per questa sua varietà (linguistica, tematica, metrica e musicale) che viene descritto come poeta ‘polifonico’. Il linguaggio lo identifica da un punto di vista sociale, culturale e razziale ed è notevole la capacità di Clarke di inglobare il linguaggio letterario ed intellettuale europeo con quello più diretto e colloquiale delle comunità nere, con l’intendo di rendere l’inglese un linguaggio ‘nero’,
I temi trattati nelle opere di Clarke sono stati riordinati da Giulio Marra in quattro argomenti principali: linguaggio, natura, storia e persona.

### Linguaggio
La madrelingua di Clarke è l’inglese, che tuttavia rappresenta per lui una lingua conflittuale e pregna di significati negativi. Più che madrelingua, il poeta definisce l'inglese lingua matrigna. Tutte le poesie di Clarke che riguardano il tema del linguaggio sono dure, testimoniano una contrapposizione interiore generata dal tentativo di offrire un’alternativa al canone anglosassone. I suoi punti di riferimento sono quindi i poeti tormentati, condannati, ignorati, suicidi: Edgar Mittelholzer, Walter M. Borden, Arthur Nortje, Nigel Thomas, Wendy Motion Braithwaite, Evelyn Shockley.

### Natura
La natura per Clarke è uno spazio culturale: l’amore per il desolato paesaggio della Nuova Scozia, per la durezza di una terra difficile da umanizzare. Nelle poesie ad essa dedicate ricorrono gli acri incolti di Three Mile Plains, i fiumi impetuosi come il Sissibou, il groviglio quasi impenetrabile degli alberi, il paesaggio della costa dove la roccia incontra l’Atlantico. Anche la campagna, i fiumi, la roccia e il mare sono impregnati di storia: le rocce ricordano quelle scavate e ridotte a pezzi dagli schiavi neri, l’oceano Atlantico è quello attraversato dalle navi schiaviste. In una di queste è morta Lydia Jackson, divenuta per Clarke il simbolo universale del sacrificio. 

### Storia
Clarke rifiuta di accettare la storia così come viene descritta dai resoconti colonialisti e cerca invece di riscriverla a partire dalla minoranza nera e indiana. Non si limita però ad una rivisitazione storica finalizzata unicamente ad un atto d'accusa; egli si fa portatore di una visione positiva ed idealistica. Per Clarke rivisitare la storia significa riformulare i valori ideali delle comunità, rappresentati dai concetti di bellezza e giustizia. Bellezza non astratta ma pragmatica, utilizzata come mezzo per dare voce alla popolazione nera morta durante i viaggi atlantici o vittima innocente della giustizia bianca.

### Persona
Il tema della persona tratta dell’aspetto più intimo e lirico delle opere di Clarke. Qui la rabbia e la denuncia lasciano spazio a temi come la famiglia, la madrepatria e il sentimento amoroso. In queste poesie si incontra un uomo che ricorda e rivive, che scava dentro di sé recuperando i valori familiari. Si entra in una dimensione in cui la sensibilità del poeta si sofferma su persone a lui care, amate e perdute, e lo conduce a riflettere, non senza ironia, sul suo nome, a immaginare il suo testamento, la sua fine e il destino della sua opera poetica.

## Africadian
In un’intervista concessa all’università di Huelva, Clarke spiega il significato della parola Africadian. Egli sostiene che le persone nere in Nord America non sono facilmente inseribili in una categoria, e usa come esempio l'evoluzione a cui sono state sottoposti nel corso del tempo i termini per definirle: si è passati dalla parola “Negro” dei trafficanti di schiavi, alla parola “Nero” usata di preferenza dopo gli anni ’60 con Malcom X. Tuttavia, la parola “Nero” non conteneva un riferimento esplicito alle origini africane, e quindi negli anni ’80 si cominciò ad utilizzare un nuovo termine che potesse enfatizzare il legame delle persone Nere con l'Africa e con i loro antenati africani: “Afro-americano”. 
La discussione sulla denominazione delle persone Nere arrivò anche in Canada, dove la situazione era molto differente da quella americana. Secondo Clarke, mentre i Neri d’America tendono ad essere molto più coerenti e uniformi nell’ideologia, nella religione e nella cultura, in Canada c’è una moltitudine di etnie diverse, senza nessuna idea o nozione di "identità Nera". Tale assenza dipenderebbe dalla caratteristica dei Neri che popolano il Canada: essi sono immigrati di prima generazione, o seconda, e i loro legami si identificano con questa terra natale.
Il problema di come si definisce una classe di persone è cruciale in qualsiasi discorso riguardante la cultura Nera, in quanto cultura inestricabilmente legata da ciò che è stato ereditato, o imposto, alle persone Nere.
“Africadian” - appellativo composto da "Africa" e "Acadia" - vuole definire i Neri di Maritimes, che secondo Clarke costituiscono una cultura peculiare rispetto al resto della popolazione Nera in Canada, essendo questi per la maggior parte migrati in Canada dopo la rivoluzione americana e dopo la guerra del 1812. Ciò significa che sono sul territorio canadese da più di duecento anni e che in questo tempo hanno creato una loro cultura specifica, in cui la chiesa rappresenta un elemento chiave (in particolare la chiesa battista). I Neri di Nuova Scozia (Maritimer) hanno combattuto per ottenerla e ciò significa che avevano un particolare orientamento religioso diverso dal resto del Canada, un’istituzione che controllavano loro e non qualcun altro. Per gli “Africadian” la musica gospel, spirituale, era cruciale per il loro senso d’identità, perché erano una popolazione immigrata in massa, che lasciò un paese in massa e arrivò in un altro in massa. 
Clarke desiderava trovare un termine che ancorasse le persone Nere in uno spazio. Il passaggio dal termine “Neri di Nuova Scozia” al termine “Africani di Nuova Scozia”, utilizzato ufficialmente, lo lasciava insoddisfatto, perché privo di una connessione con l’immigrazione in Canada di duecento anni prima. 
Il neologismo che inventò per catturare questa dimensione è “Africadian”, fusione di Africa e Acadia, l’antico nome di Nuova Scozia e New Brunswick.

## Opere

### Poesia
- Saltwater Spirituals and deeper blues (1983)
- Whylah Falls (1990)
- Lush Dreams, Blue Exile: Fugitive Poems, 1978.1993 (1994)
- Provencial Songs (1997)
- Gold Indigoes (2000)
- BLUE (2001)
- Execution Poems: The Black Acadian Tragedy of “George and Rue” (2005)
- Africadian History (2001)
- Illuminated Verses (2005)
- Red (Gaspereau Press, 2011)
- BLACK (2012)
- Illicit Sonnets (Eyewear Publishing, 2013)
- Traverse (Exile Editions, 2014)
- Lasso the Wind: Aurelia's Verses and Other Poems (Nimbus Publishing, 2014)
- Extra Illicit Sonnets (Exile Editions, 2015)
- Gold (Gaspereau Press, 2016)

### Teatro
- Whylah Falls: the Play (1997)
- Beatrice Chancy (Polestar, 2000)
- Québécité: A Jazz Fantasia in Three Cantos (2003)
- Trudeau. Long March, Shining Path (Gaspereau Press, 2007)

### Romanzi
- George and Rue (Harper Perennial, 2005)
- The Motorcyclist (HarperCollins Publishers, 2016)

### Saggi
- Odysseys Home: Mapping African-Canadian Literature (University of Toronto Press, 2002)
- Approaching Italia (2011)
- Directions Home: Approaches to African-Canadian Literature (University of Toronto Press, 2012)

## Premi[7][8]
- Portia White Prize for Artistic Achievement from the Nova Scotia Arts Council
- Bellagio Center Fellowship (1998)
- Outstanding Writer in Film and Television Award (2000)
- National Magazine Gold Medal for Poetry (2001)
- Martin Luther King Jr. Achievement ABibward (2004)
- Pierre Elliott Trudeau Fellowa Prize (Montreal, 2005)
- Planet Africa Renaissance Award (Toronto, 2005)
- Dartmouth Book Award for Fiction (2006)
- Eric Hoffer Book Award for Poetry (2009)